# Regionalwahlkreis Steiermark Ost
Der Regionalwahlkreis Steiermark Ost (ehemals Wahlkreis 6E) war ein Regionalwahlkreis in Österreich, der bei Wahlen zum Nationalrat für die Vergabe der Mandate im ersten Ermittlungsverfahren gebildet wurde. Der Wahlkreis umfasste den früheren Bezirk Hartberg und den Bezirk Weiz.
Bei der letzten Nationalratswahl 2008 waren im Regionalwahlkreis Steiermark Ost 126.303 Personen wahlberechtigt, wobei bei der Wahl die Österreichische Volkspartei (ÖVP) mit 34,5 % als stärkste Partei hervorging. Im Wahlkreis erreichte 2008 nur die ÖVP eines der vier zu vergebenden Grundmandate.
Mit der Nationalratswahl 2013 wurde der Regionalwahlkreis Steiermark Ost mit dem früheren Regionalwahlkreis Steiermark Süd-Ost zum neugeschaffenen Regionalwahlkreis Oststeiermark vereint.

## Geschichte
Nach dem Ende des Staates Österreich-Ungarn wurden für das Gebiet der Steiermark mit der Wahlordnung 1918 für die Wahl der konstituierenden Nationalversammlung vier Wahlkreise geschaffen, wobei für das Gebiet des heutigen Regionalwahlkreises der Wahlkreis Oststeirer (Wahlkreis 22) bestand, der jedoch auch andere Gebiete umfasste. Nachdem die Wahlordnung von 1923 von der austrofaschistischen Regierung 1934 außer Kraft gesetzt worden war, wurde die ursprüngliche Einteilung der Wahlkreise nach dem Zweiten Weltkrieg mit dem Verfassungsgesetz vom 19. Oktober 1945 weitgehend wieder eingeführt. Mit der Nationalrats-Wahlordnung 1971 kam es zu einer tiefgreifenden Wahlkreisreform, mit der die Anzahl der Wahlkreise in Österreich auf nur noch neun reduziert wurde. Für das Bundesland Steiermark bestand in der Folge nur noch ein Wahlkreis, der Wahlkreis Steiermark (Wahlkreis 6). Mit Inkrafttreten der Nationalrats-Wahlordnung 1992 wurde das österreichische Bundesgebiet schließlich in 43 Regionalwahlkreise unterteilt und somit ein drittes Ermittlungsverfahren eingeführt, wobei die Bezirke Hartberg und den Weiz zum Wahlkreis Steiermark Ost (Wahlkreis 6E) zusammengeschlossen wurden. 1993 wurden dem Regionalwahlkreis drei Mandate zugewiesen, wobei die Neuberechnung der Mandatsverteilung im Jahr 2002 (nach den Ergebnissen der Volkszählung 2001) zu keinen Veränderungen führte. Im Zuge der Zusammenlegung von Bezirken im Bundesland Steiermark kam es per 1. Jänner 2013 auch zu einer Neuordnung der Regionalwahlkreise im Bundesland Steiermark. Dadurch wurde der Regionalwahlkreis Steiermark Ost mit dem Regionalwahlkreis Steiermark Süd-Ost (mit den früheren Bezirken Feldbach, Fürstenfeld, und Radkersburg) zum Regionalwahlkreis Oststeiermark verschmolzen.
Seit der Gründung des Regionalwahlkreises erzielten die ÖVP bei jeder Wahl die relative Stimmenmehrheit. Bei der Nationalratswahl gelang der Volkspartei mit 56,0 % nicht nur ihr bestes Ergebnis im Wahlkreis, sie erreichte damit auch die absolute Mehrheit. Trotzdem die ÖVP in der Folge bis 2008 auf einen Stimmenanteil von 34,5 % abrutschte, blieb ihr erster Platz immer ungefährdet. Die SPÖ erreichte bis auf eine Ausnahme immer den zweiten Platz, wobei das Ergebnis der Nationalratswahl vom Jahr 1995 mit 31,6 % das beste Ergebnis darstellt. Bei der darauffolgenden Wahl wurde die SPÖ knapp von der Freiheitlichen Partei Österreichs (FPÖ) geschlagen, die bei dieser Wahl auf einen Stimmenanteil von 28,2 % kam. Bis auf die Nationalratswahl 1999 lag die FPÖ aber immer auf dem dritten Platz, wobei sie nach einem Abrutschen in den Jahren 2002 und 2006 bei der Nationalratswahl 2008 wieder 18,0 % erreichen konnte. Die Grünen – Die Grüne Alternative (GRÜNE) belegten bis inklusive der Nationalratswahl 2006 immer den vierten Platz, wobei sie in der Regel auf einen Stimmenanteil von 5 bis 6 % kamen. 2008 wurden sie jedoch vom Bündnis Zukunft Österreich (BZÖ) überholt, das 2008 12,6 % im Regionalwahlkreis Steiermark Ost erreichte.

## Wahlergebnisse
| Nationalratswahlen im Regionalwahlkreis Steiermark Ost | Nationalratswahlen im Regionalwahlkreis Steiermark Ost | Nationalratswahlen im Regionalwahlkreis Steiermark Ost | Nationalratswahlen im Regionalwahlkreis Steiermark Ost | Nationalratswahlen im Regionalwahlkreis Steiermark Ost | Nationalratswahlen im Regionalwahlkreis Steiermark Ost | Nationalratswahlen im Regionalwahlkreis Steiermark Ost | Nationalratswahlen im Regionalwahlkreis Steiermark Ost | Nationalratswahlen im Regionalwahlkreis Steiermark Ost | Nationalratswahlen im Regionalwahlkreis Steiermark Ost |
| Wahltermin                                             | GM                                                     |                                                        | ÖVP                                                    | SPÖ                                                    | FPÖ                                                    | GRÜNE                                                  | BZÖ                                                    | LIF                                                    | Sonstige                                               |
| ------------------------------------------------------ | ------------------------------------------------------ | ------------------------------------------------------ | ------------------------------------------------------ | ------------------------------------------------------ | ------------------------------------------------------ | ------------------------------------------------------ | ------------------------------------------------------ | ------------------------------------------------------ | ------------------------------------------------------ |
| 9. Oktober 1994                                        |                                                        | Stimmenanteile (%)                                     | 39,3                                                   | 28,8                                                   | 22,6                                                   | 5,0                                                    | -                                                      | 3,1                                                    | 1,2                                                    |
| 9. Oktober 1994                                        | 4                                                      | Grundmandate                                           | 1                                                      | 1                                                      | 0                                                      | -                                                      | -                                                      | 0                                                      | 0                                                      |
| 17. Dezember 1995                                      |                                                        | Stimmenanteile (%)                                     | 39,9                                                   | 31,6                                                   | 21,2                                                   | 3,5                                                    | -                                                      | 2,6                                                    | 1,2                                                    |
| 17. Dezember 1995                                      | 4                                                      | Grundmandate                                           | 1                                                      | 1                                                      | 0                                                      | 0                                                      | -                                                      | 0                                                      | 0                                                      |
| 3. Oktober 1999                                        |                                                        | Stimmenanteile (%)                                     | 36,4                                                   | 27,7                                                   | 28,2                                                   | 4,8                                                    | -                                                      | 1,6                                                    | 1,3                                                    |
| 3. Oktober 1999                                        | 4                                                      | Grundmandate                                           | 1                                                      | 1                                                      | 1                                                      | 0                                                      | -                                                      | 0                                                      | 0                                                      |
| 24. November 2002                                      |                                                        | Stimmenanteile (%)                                     | 56,0                                                   | 29,2                                                   | 8,8                                                    | 4,9                                                    | -                                                      | 0,7                                                    | 0,4                                                    |
| 24. November 2002                                      | 4                                                      | Grundmandate                                           | 2                                                      | 1                                                      | 0                                                      | 0                                                      | -                                                      | 0                                                      | 0                                                      |
| 1. Oktober 2006                                        |                                                        | Stimmenanteile (%)                                     | 48,0                                                   | 30,0                                                   | 10,2                                                   | 5,9                                                    | 2,8                                                    | -                                                      | 3,1                                                    |
| 1. Oktober 2006                                        | 4                                                      | Grundmandate                                           | 1                                                      | 1                                                      | 0                                                      | 0                                                      | 0                                                      | -                                                      | 0                                                      |
| 28. September 2008                                     |                                                        | Stimmenanteile (%)                                     | 34,5                                                   | 23,4                                                   | 18,0                                                   | 6,5                                                    | 12,6                                                   | 1,0                                                    | 4,0                                                    |
| 28. September 2008                                     | 4                                                      | Grundmandate                                           | 1                                                      | 0                                                      | 0                                                      | 0                                                      | 0                                                      | 0                                                      | 0                                                      |